# Maryla Rodowicz
Maryla Rodowicz, née le 8 décembre 1945 à Zielona Góra, est une chanteuse polonaise.

## Biographie
La famille de Maryla Rodowicz est originaire de la région de Vilnius, où sont nés ses parents : son père était professeur à l'Université Stéphane Batory et ses grands-parents tenaient une pharmacie à côté de la Porte de l'Aurore (Ostra Brama). Née à Zielona Góra (anciennement Grünberg in Schlesien), elle a fait sa scolarité secondaire au lycée de Włocławek, puis des études supérieures à l'Académie d'éducation physique de Varsovie (pl). Elle pratique alors l'athlétisme.
Dès son adolescence, Maryla Rodowicz participe, parallèlement à ses études et à ses compétitions sportives, à des festivals de musique. En août 1965, elle entre dans le groupe beat Szejtany, qui a son siège au club étudiant « Relax ». Elle remporte un prix comme chanteuse avec ce groupe lors d'un concours de groupe beat organisé à Varsovie par le club "Fink". En 1966, elle joue au cabaret étudiant « Gag », dirigé par le compositeur Jerzy Andrzej Marek et le poète Adam Kreczmar (pl).
Ses premiers succès importants sont en 1967 son passage au Festival de la chanson estudiantine de Lublin, puis sa participation à la Bourse de la chanson de Częstochowa avec la chanson Jak cię miły zatrzymać (musique Jerzy Andrzej Marek, paroles d'Adam Kreczmar (pl), une chanson du répertoire de Teresa Tutinas (pl)), qui lui fait remporter le Grand prix.
En novembre 1967, elle remporte à Cracovie le 1er prix  au VIe Festival étudiant de chanson avec les chansons Jak cię miły zatrzymać et Pytania (Questions) (paroles de Jonasz Kofta).
Au début de 1968, Maryla Rodowicz prend part, aux côtés  des Skaldowie, des Niebiesko-Czarni (pl) et des Alibabki (pl) au téléfilm « Kulig », réalisé par Stanisław Kokesz. Elle y chanté les chansons  Jeszcze zima (C'est encore l'hiver), Trzy, może nawet cztery dni (Trois, peut-être quatre jours) et Walc na trzy pas (La Valse à trois temps). Le rôle principal est tenu par Bogumił Kobiela.
En 1968, elle fait ses débuts au sixième Festival national de musique polonaise d'Opole avec des morceaux inspirés du folklore américain Zabierz moje sukienki et Co ludzie powiedzą. La même année, elle fait ses premiers enregistrements pour la IIIe chaîne de la radio polonaise. À partir de novembre Maryla est accompagnée par des guitaristes (Tomasz Myśków et Grzegorz Pietrzyk).
Lors du VIIe Festival national de musique polonaise d'Opole en 1969, elle remporte le prix du président de l'Association des Amis d'Opole pour la chanson Mówiły mu (Ils lui ont dit) (mus. Stefan Rembowski, par. Andrzej Bianusz). La même année elle participe également au Festival international de la chanson de Sopot, au Festival international de la chanson politique de Sotchi (3e prix et prix des journalistes pour les chansons Żyj mój świecie, Za duże buty et Ech, drogi (Oh, ma chère) et au FAMA (pl) (Festiwal Artystyczny Młodzieży Akademickiej) de Świnoujście.
Maryla Rodowicz a reçu le clou d'argent de la saison décerné par les lecteurs du journal Kurier Polski (pl), le titre de « chanteuse de l'année » donné par les auditeurs de la radio polonaise et celui de chanteuse la plus populaire des magazines Jazz et Musicorama. Elle participe également au téléfilm « Ballada wagonowa ».

## Discographie
- Kochać (2005) - disque de platine
- Jest cudnie (2008) - disque de diamant
- Buty 2 (2011) - disque de platine
- Pełnia (2015) - TBA

## Récompenses et distinctions
- commandeur de l'Ordre Polonia Restituta